# Lena Andersson (écrivain)
Pour les articles homonymes, voir Andersson et Lena Andersson.
Lena Andersson, née le 18 avril 1970 à Stockholm, en Suède, est une romancière, journaliste et critique littéraire suédoise. Elle a notamment remportée le prix August en 2013 avec le roman Esther ou la passion pure (Egenmäktigt förfarande).

## Biographie
Lena Andersson naît à Stockholm en 1970. Elle grandit dans le district de Spånga-Tensta. Lauréate d'un baccalauréat universitaire ès lettres, elle étudie l'anglais, l'allemand et les sciences politiques à l'université de Stockholm. Elle travaille ensuite comme journaliste et critique littéraire indépendante et collabore notamment avec les quotidiens Dagens Nyheter et Svenska Dagbladet.
Elle commence sa carrière de romancière en 1999 avec le roman Var det bra så?. Entre 2000 et 2008, elle est quatre fois l'hôte de l'émission de l'été Sommar i Pl diffusée par la radio Sveriges Radio et obtient notamment en 2005 le prix Ingemar Hedenius (sv) pour sa chronique sur Jésus-Christ.
En 2013, elle remporte le prix August avec le roman d'amour Esther ou la passion pure (Egenmäktigt förfarande).

## Œuvre
- Var det bra så? (1999)
- Duktiga män och kvinnor (2001)
- Du är alltså svensk? (2004)
- Duck City (2006)
- Slutspelat (2009)
- Förnuft och högmod (2011)
- Egenmäktigt förfarande (2013) Publié en français sous le titre Esther ou la passion pure, traduction de Johanna Brock et Erwan Le Bihan, Paris, Autrement, coll. « Littérature », 2015
- Ingens mamma (2013)
- Utan personligt ansvar (2014)
- Allvarligt talat (2015)

## Prix et distinctions notables
- Prix Ingemar Hedenius (sv) en 2005.
- Prix Expressen - Björn Nilsson (sv) en 2012.
- Guldpennan en 2013.
- Prix August en 2013 pour Esther ou la passion pure (Egenmäktigt förfarande).
- Prix littéraire Svenska Dagbladets (sv) en 2013 pour Esther ou la passion pure (Egenmäktigt förfarande).
- Prix BMF (sv) en 2013 pour Esther ou la passion pure (Egenmäktigt förfarande).
- Médaille Bertil Ohlin (sv) en 2014.